# Perissolestes flinti
Perissolestes flinti är en trollsländeart som beskrevs av De Marmels 1989. Perissolestes flinti ingår i släktet Perissolestes och familjen Perilestidae. Inga underarter finns listade i Catalogue of Life.